# Antonyina Makarovna Makarova
 Antonyina Makarovna Makarova (Антонина Макаровна Макарова) (Malaja Volkovka, 1920. március 1. – Brjanszk, 1979. augusztus 11.) orosz ápolónő, második világháborús tömeggyilkos.

## A háború alatt
Makarova önkéntes ápolónőként csatlakozott a szovjet hadsereghez. 1941 őszén, amikor alakulatát bekerítették az előretörő német csapatok, sikerült elmenekülnie, és hónapokon át vándorolt a vidéken, időnként megszállva a helyieknél. 1942 nyarán Lokotba jutott, amely a megszállt brjanszki régióban volt. A területet német fennhatóság alatt állt, és ott állomásozott a 102. magyar gyaloghadosztály is. Ezen a területen a németek engedélyezték egy félautonóm helyi hatalom kialakítását, amely megszervezhette saját védelmi egységeit, amelyek később beleolvadtak a varsói felkelés brutális leverésében résztvevő Orosz Nemzeti Felszabadítási Hadseregbe.
A fiatal nőt egy helyi lakos bújtatta. Makarova látta, hogy a németekkel együttműködők relatíve jó körülmények között élnek, ezért úgy döntött, csatlakozik a kollaboránsokhoz. Prostitúcióval kezdte, nemsokára azonban már részt vett a zsidók, partizánok, valamint a helyi hatalommal szemben állók legyilkolásában.
Sok évvel később, amikor a KGB kihallgatta, azt mondta, hogy az első gyilkosságát részegen követte el. A kivégzések helyszíne egy vízmosás volt, amely a börtönné átalakított lótenyésztő telep közelében volt. Ebben az épületben lakott a nő is. Makarova így beszélt a történtekről: „Nem ismertem az embereket, akiket lelőttem. És ők sem ismertek engem. Így nem éreztem szégyent előttük. Nekem az összes halálra ítélt egyforma volt. Csak a számuk változott. A letartóztatottakat felsorakoztatták arccal a gödör felé. Egy katona odagördítette a gépfegyveremet a kivégzőhelyre. A felettesem parancsára letérdeltem, és és addig lőttem, amíg mindenkin holtan esett össze.” Azokat, akik mégsem haltak meg, pisztollyal lőtte agyon. Makarova a kivégzések után elvette a halottaktól a ruhájukat és személyes tárgyaikat. Kivégzéseire olykor német és magyar tábornokokat is meghívtak. 1943 nyarán Brjanszkba utazott, hogy szifiliszét kezeltesse, és soha nem tért vissza Lokotba.

## Nyomozás
A brjanszki régió felszabadulása után a szovjet hatóságok azonnal megkezdték a kutatást a lokoti gyilkos után, miután a vízmosásban 1500 ember földi maradványaira bukkantak, de nem találták meg Makarovát. Az évek során a nyomozók 250 Antonyina Makarova néven anyakönyvezett nőt ellenőriztek hiába. 1976-ban a KGB rutinvizsgálatot végzett egy Panfilov nevű tiszt környezetében, akit külföldi szolgálatra szántak. Ekkor tűnt fel, hogy van egy Antonyina Makarova nevű testvére. Kiderült, hogy Makarova gyerekkorában túl szégyellős volt hangosan kimondani a vezetéknevét az iskolában, és félreértések nyomán az iratait apja keresztneve (Makar) után állították ki, annak ellenére, hogy Panfilovaként anyakönyvezték.
Antonyina Makarova egy ruhagyárban dolgozott a fehéroroszországi Lepeljben, a férje Viktor Ginzburg háborús hős volt, és két gyereket neveltek. A nőt szintén háborús veteránként tartották számon, több kitüntetést is kapott. A KGB egy éven át figyelte Makarovát. Több olyan embert utaztattak a városba, aki azonosítani tudta a gyilkost, köztük korábbi szeretőit és olyan kollaboránsokat, akik már letöltötték a büntetésüket. A tanúk azonosították őt. Kihallgatása során kiderült, hogy a háború alatt Königsbergig jutott, majd amikor a Vörös Hadsereg elfoglalta a várost, ápolónőként helyezkedett el egy kórházban, ahol a férjével is megismerkedett. A nőre 168 gyilkosságot sikerült rábizonyítani, és a bíróság halálra ítélte. 1979. augusztus 11-én sortűz végzett vele.